# 2021年中華民國全國疫情第三級警戒

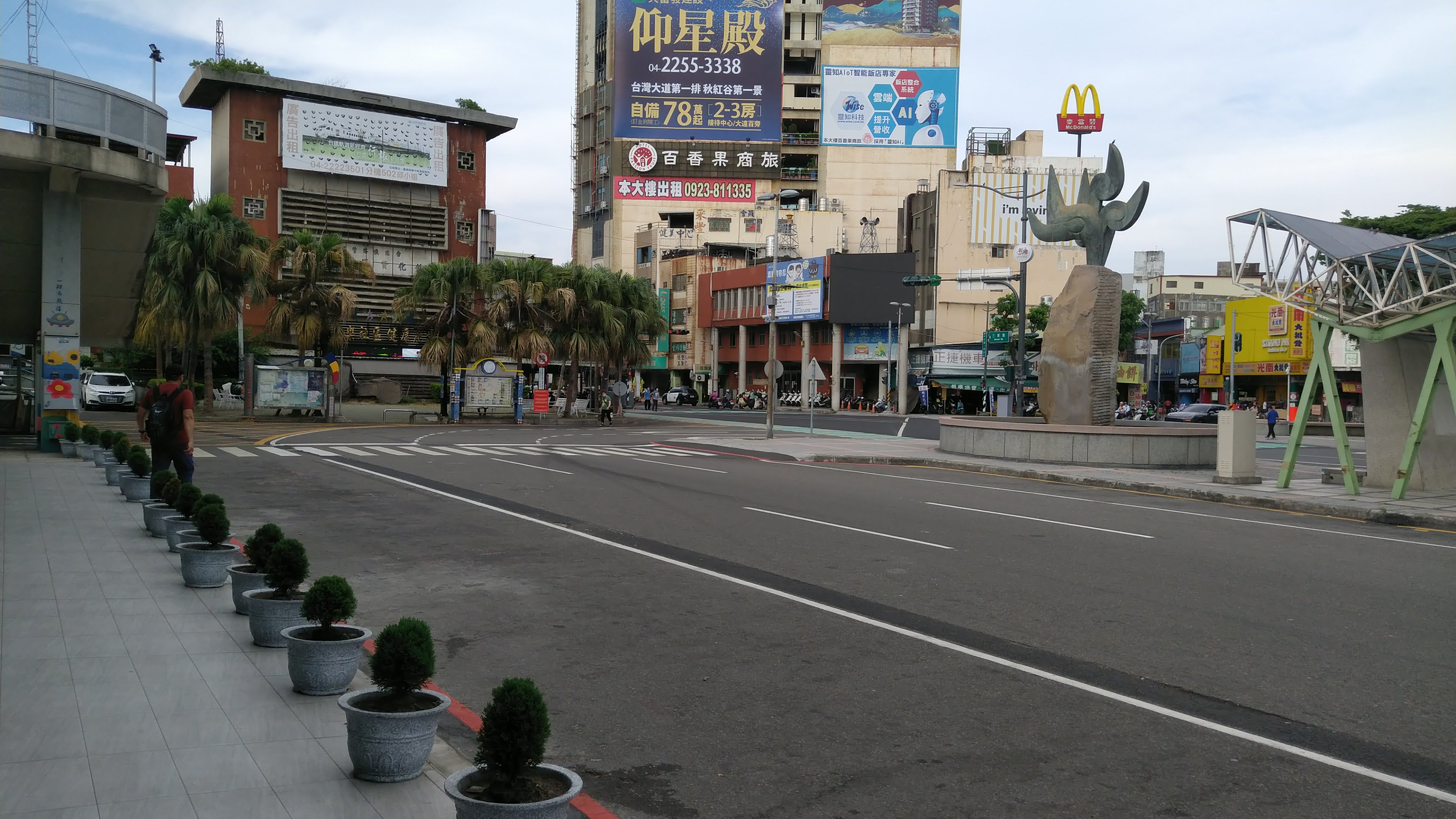
2021年5月20日，因疫情爆發而空蕩蕩的彰化車站廣場

2021年中華民國全國疫情第三級警戒，簡稱2021年全臺三級警戒，是中華民國在2021年因應嚴重特殊傳染性肺炎疫情的管制措施。5月15日，中華民國行政院臨時召開記者會，行政院院長蘇貞昌、衛生福利部部長兼中央流行疫情指揮中心指揮官陳時中、內政部部長徐國勇、經濟部部長王美花、行政院發言人羅秉成共同宣布，臺北市及新北市提升疫情警戒至第三級至5月28日。5月19日，中央流行疫情指揮中心宣佈，因臺灣本土疫情持續嚴峻，將第三級防疫警戒範圍擴大至全國、至5月28日。5月25日，中央流行疫情指揮中心宣布，全國第三級警戒首次延長至6月14日。6月7日，行政院院長蘇貞昌宣佈，全國第三級警戒第二次延長至6月28日。而6月23日，指揮中心宣布全國第三級警戒第三次延長至7月12日。7月8日，指揮中心評估後宣布全國第三級警戒第四次延長至7月26日，當日下午一併宣布鬆綁部分管制（微解封）方案。7月23日，指揮中心宣布於7月27日起，將全國第三級警戒調降至第二級警戒並多次延長至2022年2月28日。
2022年2月24日，指揮中心決定自3月1日起取消警戒分級改為每月檢討防疫措施。
2022年4月12日，台灣面臨病例飆升的情況，指揮中心指揮官陳時中在接受質詢時強調因應疫情變化大，警戒分級已成為歷史文件並不適用。

## 背景
2019年末，嚴重特殊傳染性肺炎已知的首名病人於中國武漢市确诊，其后此病在全球蔓延，导致了一场持续的疫情，成为人類歷史上致死人數最多的流行病之一。
2020年1月15日，衛生福利部疾病管制署將此肺炎列為第五類法定傳染病。
2020年1月16日，大陸委員會提升中國大陸武漢市旅遊警示級別。
2020年1月20日，衛生福利部成立「嚴重特殊傳染性肺炎中央流行疫情指揮中心」。
2020年4月6日，中央流行疫情指揮中心訂定〈「COVID‐19（武漢肺炎）」阻絕社區傳染策略〉，將境外移入後之社區感染管制階段分為「第一級 過渡期」、「第二級 警戒期」、「第三級 管制期」。
2021年1月21日，中央疫情指揮中心針對境外移入後之本土疫情訂定公告《疫情警戒標準及因應事項》，將疫情警戒狀態分為分為第一、二、三、四級，數字愈高管制措施愈嚴格。
5月，由於爆發萬華茶藝館衍生感染事件以致陸續提升疫情警戒（已知相關案例之發病日至遲可溯及4月23日）。
5月11日，出現7例本土染疫個案，中央疫情指揮中心宣布將疫情警戒由第一級「出現境外移入導致之零星社區感染病例」立即提升至第二級「出現感染源不明之本土病例」，並實施相關限制措施。
5月15日，新增180例本土個案（主要集中在臺北市萬華區），指揮中心宣布臺北市、新北市提升疫情警戒至第三級。
5月19日，由於社區傳播及本土病例人數持續擴大，指揮中心宣布全國提升疫情警戒至第三級。

## 時間

### 雙北
2021年5月15日上午，行政院與中央流行疫情指揮中心發布，自即日起至2021年5月28日提升雙北（臺北市、新北市）疫情警戒至第三級。後與全國一併延長。
2021年5月17日，臺北市市長柯文哲、新北市市長侯友宜召開會議討論取得共識後，於當日早上決議雙北高中職以下學校、補習班及安親班自18日至28日全部停課。

### 全國
2021年5月18日下午，中華民國教育部宣布，5月19日起至5月28日全國各級學校停止到校上課。
2021年5月19日下午，中央流行疫情指揮中心表示即日起至2021年5月28日，提升全國疫情警戒至第三級。
2021年5月25日下午，中央流行疫情指揮中心表示，全國三級警戒延長至6月14日，各級學校同步停止到校上課。
2021年6月7日，行政院宣佈延長全國三級警戒至6月28日，全國各級學校配合停課至暑假。
2021年6月23日，指揮中心宣布延長全國三級警戒至7月12日。
2021年7月8日，指揮中心評估後正式宣布全國三級警戒延長至7月26日，下午一併宣布7月12日後適度鬆綁部分措施。
2021年7月23日，指揮中心宣布全國三級警戒於7月27日起，將三級警戒調降至二級警戒，並多次延長到2022年2月28日。
2022年2月24日，指揮中心決定自3月1日起取消警戒分級不再適用。

## 三級警戒期間全國性應變措施
中央流行疫情指揮中心於2021年5月19日表示，自是日起至5月28日止提升全國疫情警戒至第三級，並強調，目前尚無升四級之必要，並將採取相關應變措施，強化防疫量能：
1. 全國標準一致，地方政府一體執行，以指揮中心發布之指引與標準貫徹執行。地方政府若有資源及人力不足之處，指揮中心全力協調、協助。
2. 指揮中心邀集地方政府每日召開全國防疫會議，由中華民國內政部政務次長兼疫情指揮中心副指揮官陳宗彥、衛生福利部常務次長石崇良主持，整合防疫資源、檢視執行進度、駁斥錯誤不實訊息，會議後將增開一場記者會，由副指揮官陳宗彥澄清錯誤不實訊息。
3. 醫療量能充足，民眾不必擔心，持續提升4大醫療量能，中央政府全力支援地方政府需要：
  1. 篩檢站：在熱區點增加篩檢站，再次要求地方政府對有症狀者開設「綠色通道」，也再次要求地方政府須於第一時間（確診後6小時內，深夜時間除外），將確診患者依症狀分級，送至集中檢疫所或醫療院所。
  2. 防疫旅館：截至5月18日止，全國防疫旅館房間數共有17,789間，已入住10,501間，使用率達到59.03%；要求地方政府持續擴充防疫旅館數量。
  3. 集中檢疫所：目前有39所，共4,500間，已使用2,500間，仍有2,000間空餘，將再持續盤整增加約2,000間，確保在任何時間都有房間供緊急使用。
  4. 專責及應變醫院：已啟動全國專責醫院及傳染病防治醫療網網區/縣市應變醫院，共可提供專責病室2,412間及負壓隔離病室1,068間，並要求其他所有收治醫院按照指揮中心應變機制，全面擴大專責病房數量。

2021年5月26日，因應部分民眾蓄意違反相關規定，指揮中心宣布強化相關措施及裁罰標準：
1. 民眾外出時應全程佩戴口罩，一經查獲有違反情事，不再勸導，逕予開罰。
2. 經公告應關閉之休閒娛樂場所，將嚴查不得營業；查獲違法營業者，對業者、現場執業人員、消費及聚會者，依法分別裁罰。
3. 全國餐飲業一律外帶，賣場及超市加強人流管制，並呼籲民眾少去多買，一次購足。
4. 結婚不宴客，喪禮不公祭。
5. 宗教集會活動全面暫停辦理，宗教場所暫不開放民眾進入。

當時指揮中心提醒，外出時有飲食需求者，得在與不特定對象保持社交距離或有適當阻隔設備之情形下，於飲食期間暫時取下口罩。

## 脚注
1. ↑  该病首例病例发病于2019年12月1日，首个前往医院就诊之病例为12月12日。人类于12月26日首次识别及发现该病[11][12]。